# Amandine Gay
Amandine Gay es una realizadora, actriz y afrofeminista francesa que vive en Montreal. Su primera película, Abrir la Voz es un documental en el cual da la palabra a las mujeres negras de Francia.

## Biografía
Amandine Gay nació el 16 de octubre de 1984 en Francia. Su madre se acogió al parto secreto, — una ficción jurídica, legal en Francia—, por lo que fue entregada en adopción. Sus padres adoptivos fueron una profesora y un obrero ferroviario. Es diplomada del instituto de Estudios políticos de Lyon en comunicación, después del conservatorio de Arte dramático de París 16.º, el cual integra en 2008. Después de sus estudios, comienza a trabajar como actriz, no obstante, después de algunos meses de actividad, constata que interpreta siempre el mismo tipo de roles estereotipados (drogadicta, prostituta, sin-papeles). Su agente representante la acoge y mientras envía su perfil para roles diversos correspondiente a su franja de edad, no obtiene respuesta, sólo cuando está especificado en guion que el personaje de una mujer de color.
De esta conclusión nace el antojo de ser realizadora para promover otra visión de las mujeres negras y también para poder jugar los roles que lo interesan. Comienza pues a escribir programas cortos para la televisión. No obstante, a penas va encontrar financiaciones. Amandine Gay explica que los productores que son mayoritariamente hombres blancos de una cincuentena de años, no reconocen su experiencia de la sociedad en los programas que desarrolla. Ella coescribe sobre todo una ficción, una sátira de las revistas femeninas, titulada “Medias Tartas”. Uno de los personajes, una sommelière de color y lesbiana, encuentra la incomprensión de los inversores potenciales, concluye que tal persona no existe en Francia, y al mismo tiempo justamente, está inspirado de ella-misma. 
Por eso Amandine Gay comienza a realizar, en abril de 2014, su documental Abrir la Voz, gracias a una campaña de micromecenazgo, sin el apoyo del Centro nacional del cine y de la imagen animada (CNC) que ha decidido no financiar el largometraje. En esta película, que aparece en 2016, Amandine Gay reunió 24 mujeres - de las afrodescendientes, ciudadanas, militantes, ingenieras, investigadoras o blogueras - para hablar de su identidad de mujer negra en Francia.
Militante, se define a sí misma como "afro-descendiente, Negra, cis, Afroféminista, pansexuelle, anticapitalista, antirracista, anti-heteronormativa, agnostique, Afropunk, pro elección (aborto, velo, trabajo del sexo), body-positiva".